# Industriesalon Schöneweide
Der Industriesalon Schöneweide ist eine Präsentation historischer technischer Geräte, Dokumente und Fotografien im Berliner Bezirk Treptow-Köpenick. Die Materialsammlung begann 1993 und konzentriert sich auf Zeugnisse der Industriegeschichte in Schöneweide. Der Salon in der Reinbeckstraße 9/10 im Ortsteil Oberschöneweide wird vom 2009 gegründeten Verein Industriesalon Schöneweide e. V. – Forum für Industrie-Technik-Kultur betrieben.

## Geschichte der Sammlung
Ausgangspunkt der heutigen musealen Sammlung war der Betrieb VEB Werk für Fernsehelektronik Berlin (WFB), der 1945 als Labor, Konstruktionsbüro und Versuchswerk Oberspree (LVKO) im Auftrag der Sowjetischen Militäradministration gegründet worden war. Ein Jahr später entstand hieraus das Oberspreewerk (OSW) als Vorläufer des Volkseigenen Betriebs (VEB), das im Peter-Behrens-Bau in der Ostendstraße 1 Elektronenröhren sowie fernsehtechnische Geräte produzierte. Mit der Bildung der Kombinate in der DDR in den 1970er Jahren gehörte das WFB oder kurz WF genannte Werk zum Kombinat Mikroelektronik Erfurt. Bis zur Wende waren hier in Spitzenzeiten bis zu 9.500 Menschen beschäftigt, die von 1984 bis 1991 rund 4,5 Millionen Farbbildröhren vorzugsweise für den heimischen Markt produzierten. Nach dem Mauerfall wurde das Werk in eine GmbH umgewandelt und die Bauelementefertigung bis auf die Farbbildröhren aufgegeben. Im Jahr 1993 übernahm der koreanische Konzern Samsung die Fabrik und gründete die Samsung SDI Germany, schloss das Werk aber im Jahr 2005. Mitarbeiter des Werkes begannen bereits in den späten 1980er Jahren die letzten Arbeitstische, Kleinmaschinen und Bauteile für die Herstellung von Röhren vor der Verschrottung zu retten. Mit Hilfe der Ingenieursvereinigung Kammer der Technik konnte so vorerst im Stammhaus, dem Peter-Behrens-Bau, das Museum Technik im Turm eingerichtet und bis 1993 betrieben werden. Anschließend wurde die Sammlung eingelagert. Nach dem Verkauf des Gebäudes drohte der Sammlung die Entsorgung. Ehemalige Mitarbeiter des WF und weitere engagierte Personen aus anderen abgewickelten Betrieben fanden in der Reinbeckstraße geeignete Räumlichkeiten und bauten die Sammlung dort bis 2009 wieder auf. Einer der Gründer des kleinen Industriemuseums war Winfried Müller (1934–2022).

## Ausstellungen (Auswahl)

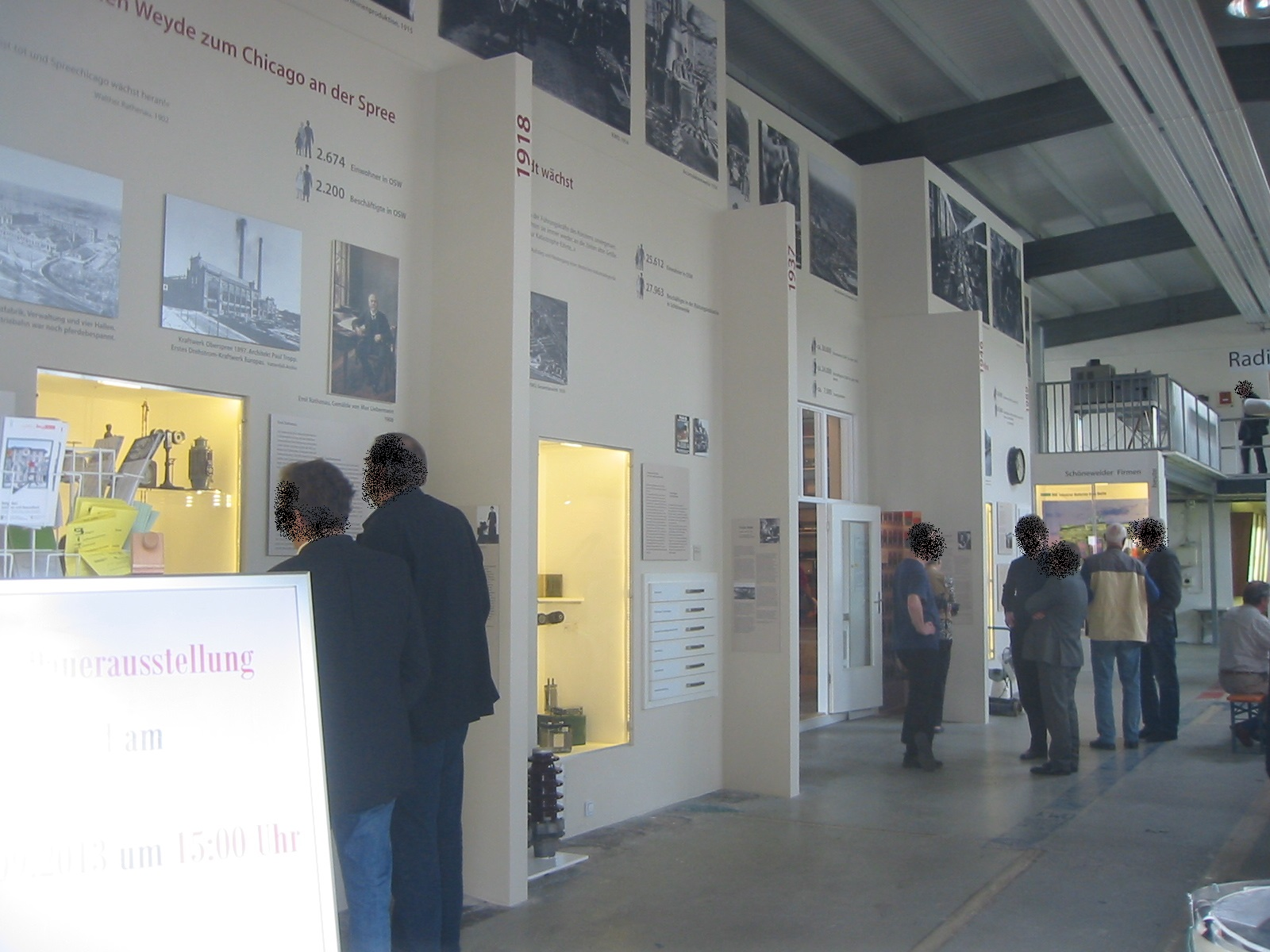
Blick in die Ausstellungshalle

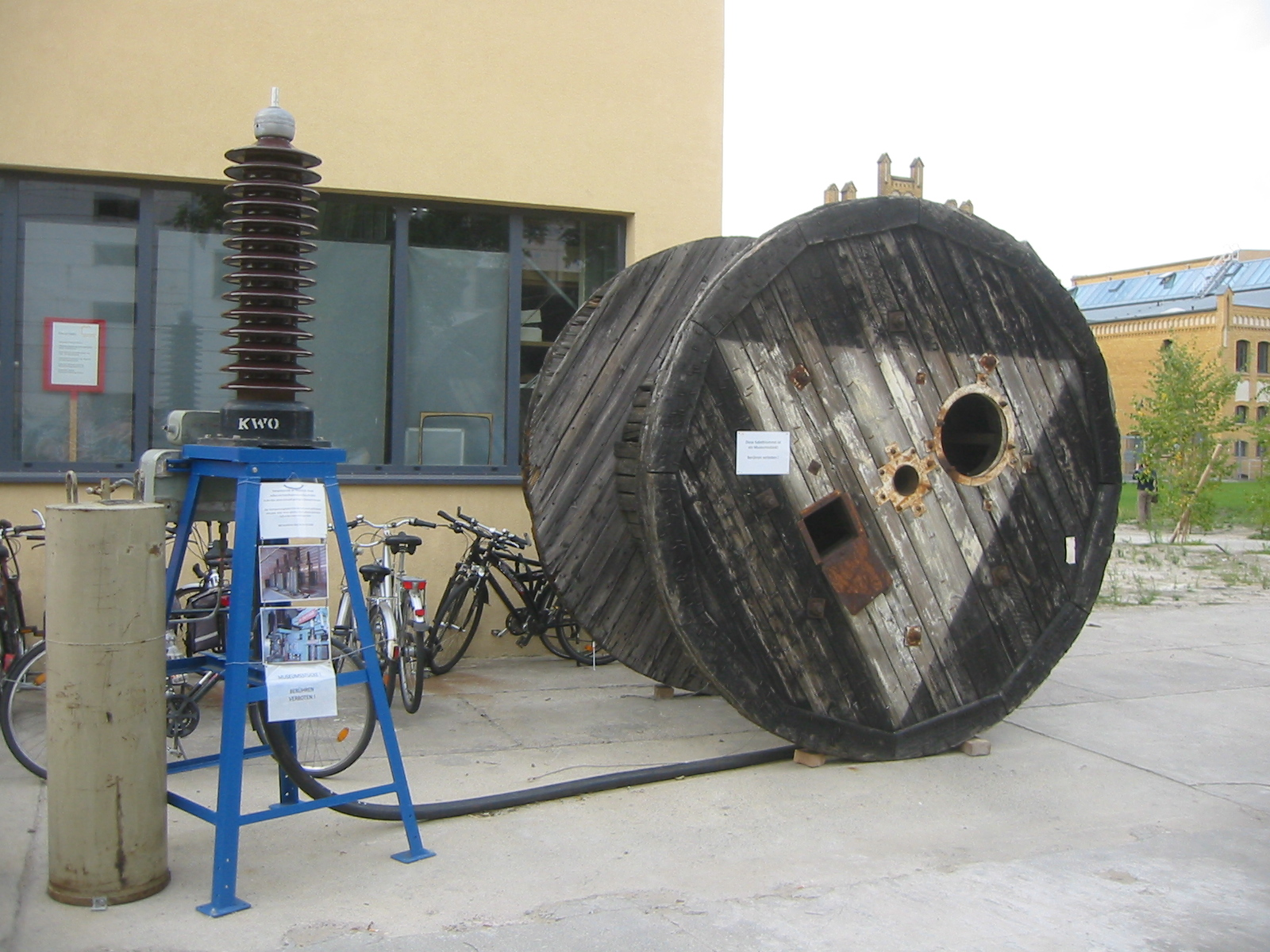
Sprechende Kabeltrommel vor der Halle

Der Industriesalon umfasst im Wesentlichen Maschinen und Geräte zur Herstellung von Elektronenröhren. Rund 50.000 Fotografien geben dabei einen Einblick, wie sich die Entwicklung der Röhren in rund 60 Jahren seit 1945 verändert hat. Daneben finden sich in der Sammlung beispielsweise Punktschweißmaschinen, ein Hohlglas-Dickemessgerät sowie Geräte zum Nachweis von Glasspannungen mittels polarisiertem Licht. Die Sammlung zeigt darüber hinaus Geräte, in denen die Röhren des Werkes zur Anwendung kamen, beispielsweise die EKI 1, den ersten Mikrowellenherd der DDR oder Störsender, die gegen den RIAS eingesetzt wurden.
Im Januar und Februar 2025 ist im Industriesalon die Ausstellung „Faszination in 1:120 – Berliner Modellbahngeschichte aus Köpenick“ zu sehen, kuratiert von Steffen Obermaier. Hier sind funktionsfähige kleine Bahnstrecken der TT-Modellbahnen der Firma Zeuke & Wegwerth KG aufgebaut, die Lokomotiven, Bahnwaggons und zahlreiches Zubehör seit 1946 zeigen. Über einen Chip und das eigene Smartphone können Besucher die Fahrzeuge auch „auf Strecke schicken“.

## Dokumentensammlung
Neben dem Ausstellungsteil gibt es auch ein Archiv mit zahlreichen Archivalien wie Abteilungsverzeichnissen, Geschäfts- und Finanzberichten, rd. 2000 Forschungs- und Entwicklungsberichten, einem – bisher kaum aufgearbeiteten – Pressebildarchiv, Ausgaben diverser Betriebszeitungen, darunter bis auf den Jahrgang 1953 alle Ausgaben des WF-Senders, der Betriebszeitung des Werks für Fernmeldewesen/Fernsehelektronik von 1949 bis 1990 und das komplette Fotoarchiv der Fotostelle des WF mit Fotos von 1945 bis zur Schließung der Fotostelle im Mai 1990. Ein Teil der Bestände, vor allem der Sammlung der Fotostelle, sind online auf Museum-digital zugängig. 

## Führungen, Veranstaltungen und weitere Nutzungen
Regelmäßig bieten Mitarbeiter des Industriesalons Führungen an, unter anderem durch die Elektropolis Schöneweide, Kennenlerntour zu den Wohnbedingungen der in Schöneweide beschäftigten Arbeiter, eine Entdeckertour durch das Transformatorenwerk Oberschöneweide: Licht und Transparenz oder Light und Magic, eine Fototour zu den untergegangenen Orten der Schöneweider Großindustrie. Und natürlich kann die komplette Ausstellung des Salons besichtigt werden und Gespräche mit den Betreuern sind möglich.
Ein Sonntags-Jazzcafé wird geboten, das allerdings während der coronabedingten Lockdowns ausfiel.
Außerhalb der Ausstellungsfläche wurde ein Veranstaltungsraum mit einer Nutzfläche von 100 m² eingerichtet, in dem modernste Präsentationstechnik, eine Bühne, ein mobiler Tresen mit Spülbecken, Bestuhlung und Geschirr bereitgestellt werden können. Eine Außenterrasse sowie eine behindertengerechte Rampe und ein eigener Parkplatz vervollständigen das Angebot. Die Räumlichkeiten können gemietet werden.